# Moranbong

Moranbong, une aventure coréenne, également connu sous le nom Moranbong, chronique coréenne, est un film français réalisé par Claude-Jean Bonnardot sur un scénario d'Armand Gatti, sorti en 1960. 
Il s'agit de la première — et à ce jour seule avec Gandahar — collaboration cinématographique entre la France et la Corée du Nord ainsi que de la première collaboration cinématographique entre la Corée du Nord et un pays n'appartenant pas au bloc socialiste. Il a été censuré jusqu'en 1963.

## Synopsis
L'histoire du film se déroule en 1950, en pleine guerre de Corée, dans la ville de Kaesong et raconte l'histoire d'un jeune ébéniste amoureux d'une chanteuse de pansori mais séparé d'elle à cause de la guerre. Il s'engage comme soldat pour défendre son pays, mais sera blessé et fait prisonnier. Il tentera alors de fuir afin de retrouver sa bien-aimée, devenue interprète du théâtre Moranbong qui poursuit son activité dans un abri souterrain. 

## Fiche technique
- Titre : Moranbong, une aventure coréenne
- Réalisateur : Claude-Jean Bonnardot
- Scénario : Armand Gatti
- Production : Les Films d'aujourd'hui, Ombre et lumière, La parole errante
- Compositeur : Nam Hi Djoeung
- Montage : Sylvie Blanc, Jacques Witta
- Photographie : Kiung-Ouan Pak
- Pays d'origine :  France
- Format : Noir et blanc
- Genre :  Drame, Guerre, Romance
- Durée : 84 minutes
- Date de sortie : 15 mai 1960

## Distribution
- Claude-Jean Bonnardot : le reporter
- Si Mieun : l'interprète
- Do-Sun Osum : Tong Il
- Djoehung-hi Ouan : Yang Nan

## Autour du film
- Le film transpose à l'époque moderne un célèbre pansori et récit traditionnel coréen, L'Histoire de Chunhyang, racontant l'histoire d'amour contrariée entre Chunhyang, la fille d'une courtisane, et le jeune aristocrate Yi Mongryong.
- L'origine du film remonte à la visite d'Armand Gatti au président chinois Mao Zedong en 1957. Ce dernier demanda à Armand Gatti de partir en Corée du Nord afin de réaliser un film. À la suite de cela, une délégation française se rendit à Pyongyang en 1958 à bord d'un Tupolev d'Aeroflot[2]. Cette délégation était composée du cinéaste Claude Lanzmann — qui racontera une idylle avec une infirmière nord-coréenne dans Le lièvre de Patagonie —, du chansonnier Francis Lemarque, du cinéaste Chris Marker — qui signa à son retour l'ouvrage Coréennes — et bien entendu d'Armand Gatti et Claude-Jean Bonnardot.
- Le film est censuré dès 1959 pour atteinte à la politique étrangère de la France. Il est interdit à la distribution et à l'exportation, car il présentait « sous un jour peu favorable les troupes de l'ONU » ayant combattu pendant la guerre de Corée[1]. On les voit en effet bombarder un théâtre nord-coréen. On aperçoit également des soldats nord-coréens piétiner des uniformes américains ainsi que des vêtements distribués par l'ONU. Il sera finalement diffusé lors d'une séance publique à Cannes le 11 mai 1960 (hors-festival) et la censure sera levée en 1963 par le ministre de l'Information, Alain Peyrefitte[3]. Il sera diffusé pour la première fois en Corée du Nord en septembre 2010 lors du douzième Festival international du film de Pyongyang et remporte à cette occasion le Prix réduit du comité d'organisation[4].
- Le film a été restauré par les Archives françaises du film du CNC.

### Revue de presse
- Jean-Elie Fovez, « Moranbong », Téléciné, no 116, Paris, Fédération des Loisirs et Culture Cinématographique (FLECC), mai-juin 1964,  (ISSN 0049-3287)